# فورست ستانلي
فورست ستانلي (بالإنجليزية: Forrest Stanley)‏ هو ممثل أمريكي، ولد في 21 أغسطس 1889 بنيويورك في الولايات المتحدة، وتوفي في 27 أغسطس 1969 بلوس أنجلوس في الولايات المتحدة.

## وصلات خارجية
- فورست ستانلي على موقع IMDb (الإنجليزية)
- فورست ستانلي على موقع ألو سيني (الفرنسية)
- فورست ستانلي على موقع أول موفي (الإنجليزية)
- فورست ستانلي على موقع قاعدة بيانات الفيلم (الإنجليزية)
- فورست ستانلي على موقع كينوبويسك (الروسية)